# Sello de Kentucky
El gran sello de la Mancomunidad de Kentucky consiste en un fondo azul marino, rodeado por las palabras Commonwealth of Kentucky (Mancomunidad de Kentucky) en la parte superior, y por dos varas de oro, la flor del estado, en la parte inferior.
El escudo muestra a dos hombres dándose la mano. La creencia popular dice que el hombre de la izquierda es Daniel Boone, uno de los principales responsables de la exploración de lo que en la actualidad es el estado de Kentucky, y el hombre con traje de la derecha es Henry Clay, el estadista más famoso del estado. Sin embargo, la explicación oficial es que los hombres representan a todos los exploradores y estadistas, en lugar de personas específicas.
El lema del estado, United We Stand, Divided We Fall ("Unidos Nos Mantenemos, Divididos Caemos") los rodea. Este lema proviene de la letra de The Liberty Song (La canción de Libertad), una canción patriótica de la época de la Guerra de Independencia de los Estados Unidos.

## Versiones históricas del sello

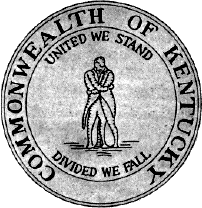
El sello original de Kentucky escaneado desde un documento alrededor de 1800
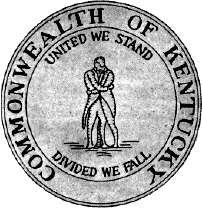
Sello Estatal de Kentucky (1812)
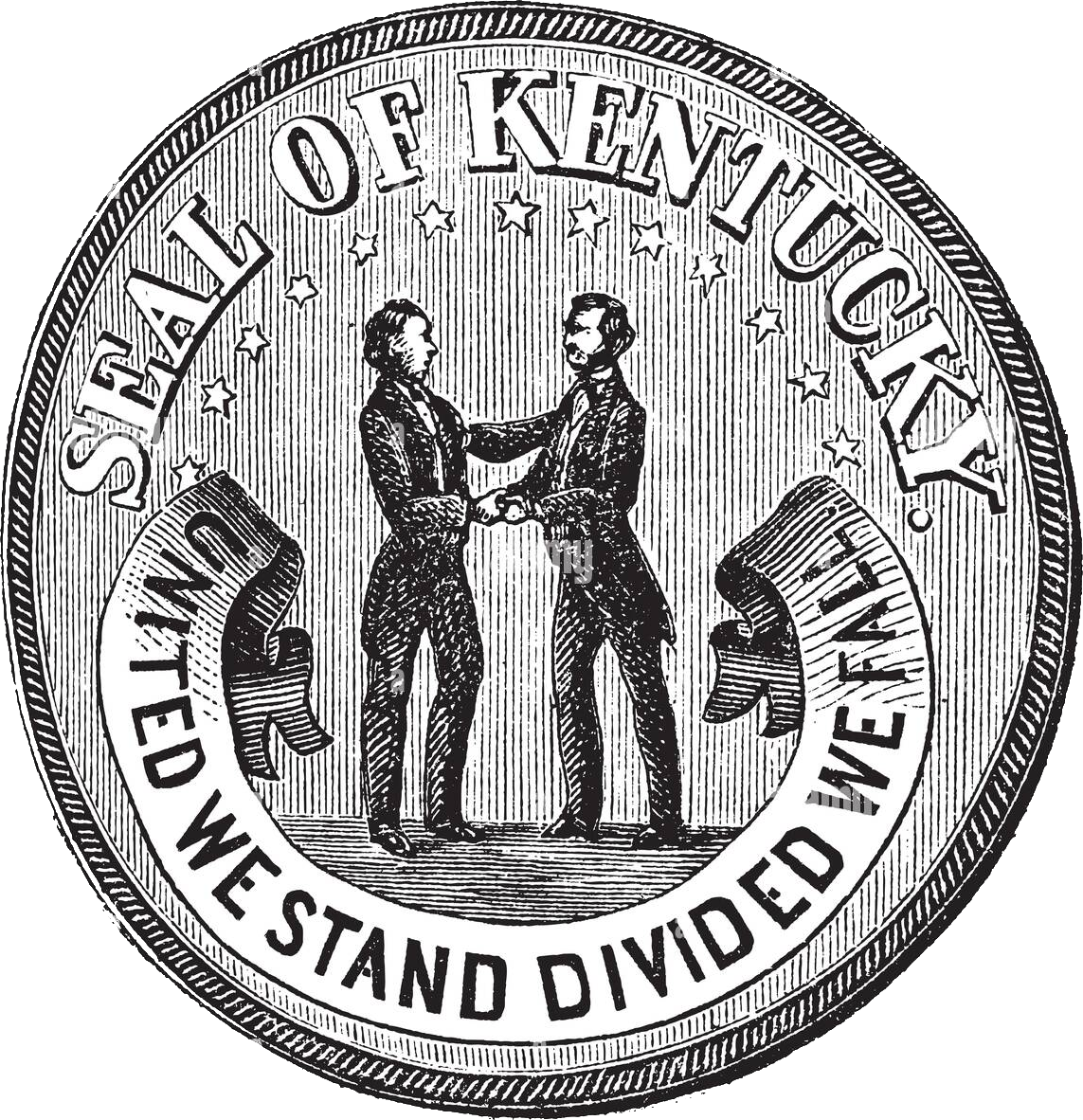
Sello estatal anterior a 1962, de mediados de la década de 1880
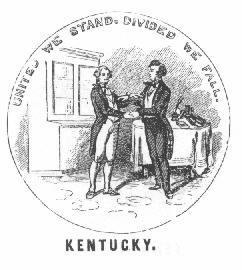
Una versión del sello de Kentucky utilizado durante la Guerra Civil
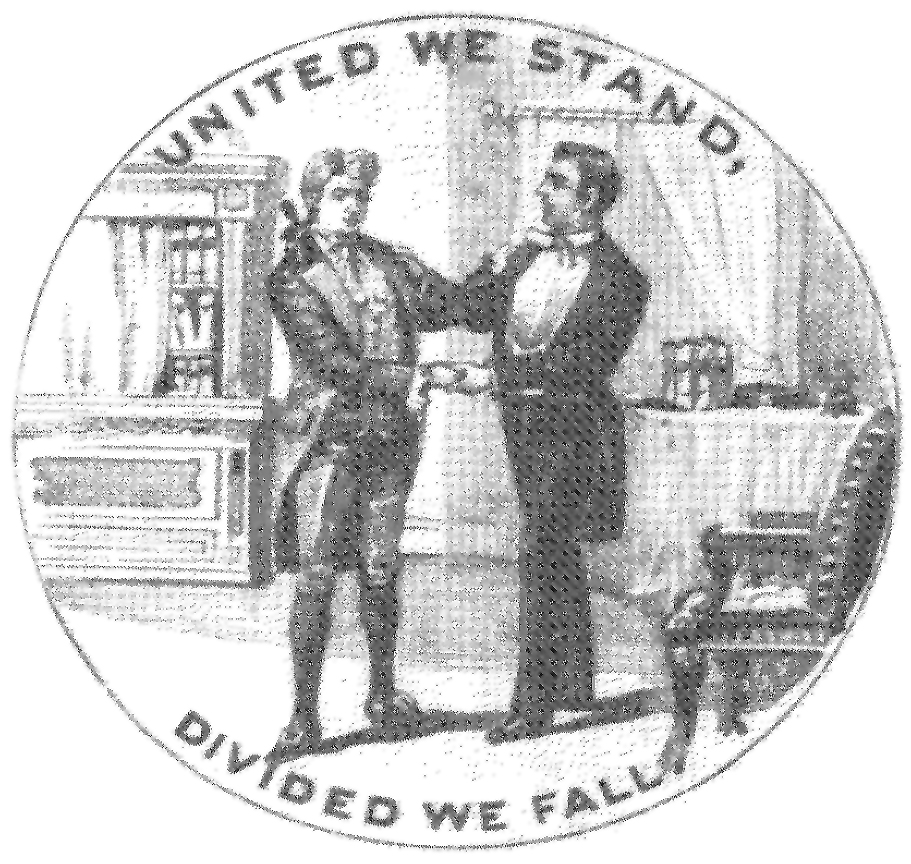
Sello estatal anterior a 1962 a mediados de la década de 1900
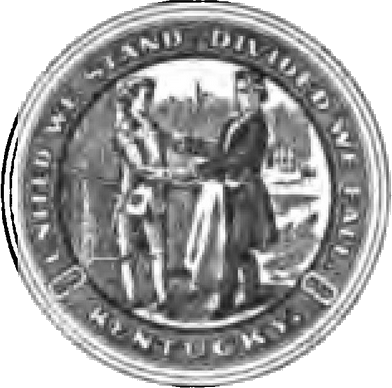
Sello estatal anterior a 1962 a mediados de 1908
Sello estatal anterior a 1962 utilizado desde la década de 1910 hasta la de 1950
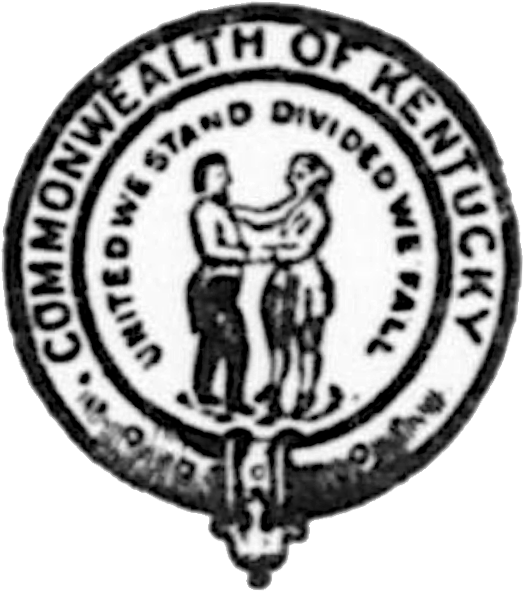
Sello estatal anterior a 1962 de mediados de la década de 1930
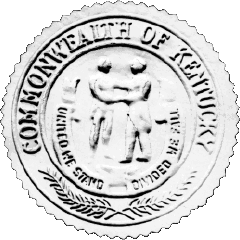
Sello anterior a 1962
Sello utilizado por el Gobierno Confederado de Kentucky durante la Guerra Civil

- Datos: Q2063402